# (6109) Balseiro
(6109) Balseiro est un astéroïde de la ceinture principale.

## Description
(6109) Balseiro est un astéroïde de la ceinture principale. Il fut découvert le 29 août 1975 à El Leoncito par l'observatoire Félix Aguilar. Il présente une orbite caractérisée par un demi-grand axe de 2,35 UA, une excentricité de 0,14 et une inclinaison de 6,8° par rapport à l'écliptique.

## Compléments